# 247 (číslo)
Dvě stě čtyřicet sedm je přirozené číslo, které následuje po čísle dvě stě čtyřicet šest a předchází číslu dvě stě čtyřicet osm. Římskými číslicemi se zapisuje CCXLVII a řeckými číslicemi σμζ.

## Matematika
247 je:
- Poloprvočíslo
- Nešťastné číslo
- Nepříznivé číslo
- Pětiúhelníkové číslo

## Chemie
- 247 je nukleonové číslo nejstabilnějšího izotopu curia[1]

## Astronomie
- (247) Eukrate je planetka hlavního pásu, kterou objevil v roce 1885 Karl Theodor Robert Luther

## Doprava
- Silnice II/247 je česká silnice II. třídy vedoucí na trase Lovosice – Radovesice[2]

## Komunikace
- +247 je mezinárodní telefonní předvolba Ascensionu

## Roky
- 247
- 247 př. n. l.